# Amtsgericht Treuen
Das Amtsgericht Treuen war von 1879 bis 1943/1946 ein Gericht der ordentlichen Gerichtsbarkeit und eines von zwölf Amtsgerichten im Sprengel des Landgerichtes Plauen mit Sitz in Treuen.

## Geschichte
Von 1856 bis 1879 bestand in Treuen das Gerichtsamt Treuen als erstinstanzliches Gericht. Mit den Reichsjustizgesetzen wurde das Gerichtsamt Treuen aufgelöst und das Amtsgericht Treuen als Nachfolger des Gerichtsamtes eingerichtet. Der Amtsgerichtsbezirk umfasste anfangs 11.724 Einwohner. Das Gericht hatte damals eine Richterstelle und war damals eines der kleineren Amtsgerichte im Landgerichtsbezirk. Der Amtsgerichtsbezirk bestand aus Treuen, Altmannsgrün bei Treuen mit Wichen, Buch, Buchwald (Ober- und Unter), Eich mit Eichhäusern, Gospersgrün, Hartmannsgrün, Herlachsgrün, Kleinweißensand, Limbach, Mahnbrück, Mühlwand mit Bünaumühle, Perlas, Pfaffengrün, Schreiersgrün, Unterlauterbach, Veitenhäuser, Weißensand, Wetzelsgrün, Wolfspfütz und das Treuener Forstrevier.
Mit dem Gerichtsverfassungsgesetz vom 2. Oktober 1952 wurde das Amtsgericht Treuen in der DDR aufgehoben und das Kreisgericht Auerbach an seiner Stelle eingerichtet. Gerichtssprengel war nun der Kreis Auerbach.

## Gerichtsgebäude

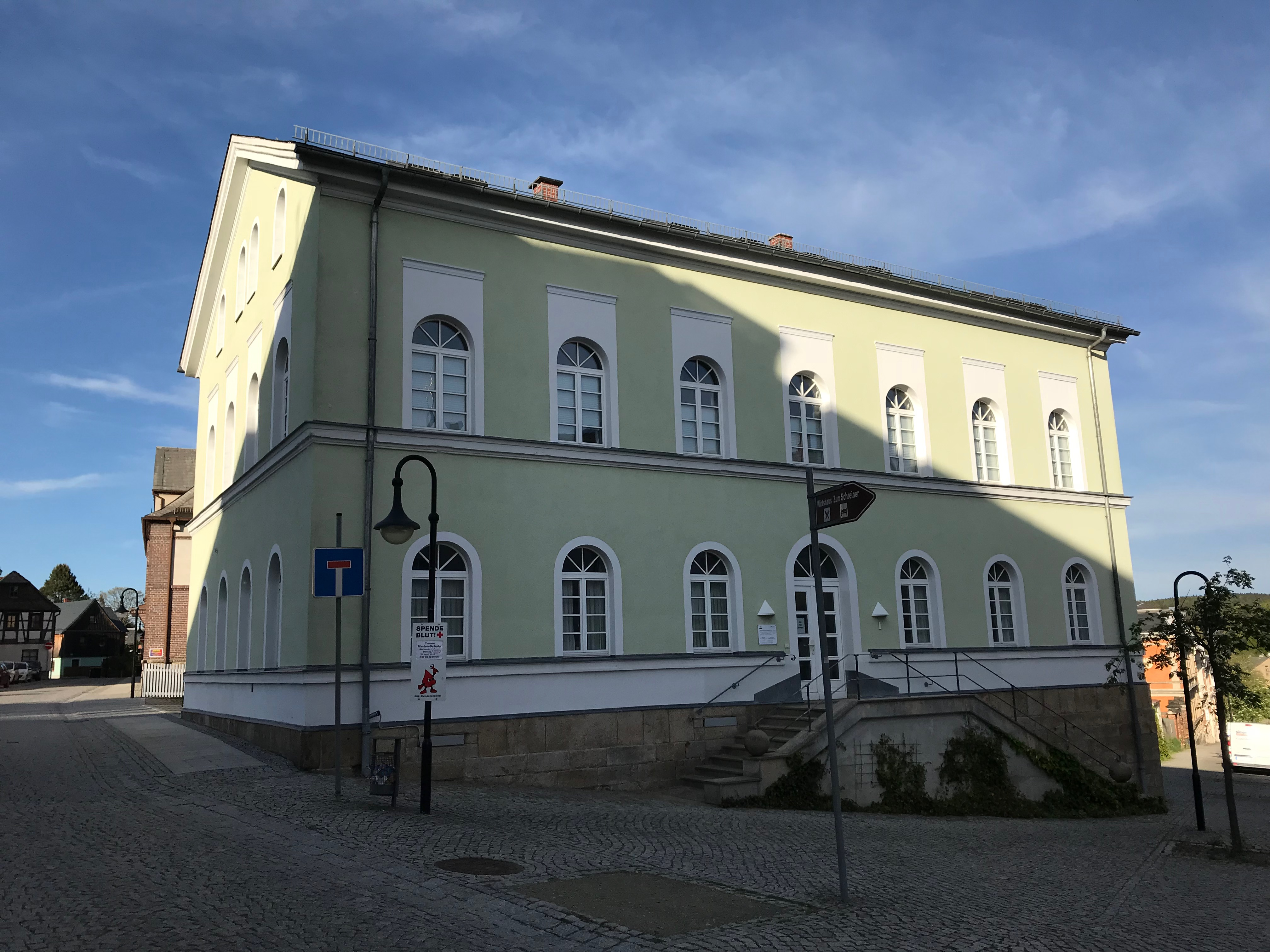
Ehem. Amtsgericht Treuen (2018)

Das Amtsgerichtsgebäude (Straße der Jugend 1) wurde Ende des 19. Jahrhunderts erbaut. Das zweigeschossige Gebäude mit Putzfassade zwischen Spätklassizismus und Rundbogenstil ist baugeschichtlich und ortsgeschichtlich von Bedeutung und steht daher unter Denkmalschutz.